# Tehnološka promena
Tehnološka promena je termin koji se koristi za opisivanje sveukupnog procesa invencije, inovacije i difuzije tehnologije ili procesa. Termin je redundantan s tehnološkim razvojem, tehnološkim postignućem i tehnološkim napretkom. Tehnološka promena u biti je invencija tehnologije (ili procesa), kontinuirani proces usavršavanja tehnologije (kojim ona često postaje jeftinija), te njezine difuzije unutar industrije ili društva. U svojim ranim danima tehnološka promena ilustrovala se linearnim modelom inovacije koji se danas uglavnom odbacuje i zamenjuje modelom tehnološke promene koji uključuje sve stupnjeve istraživanja, razvoja, difuzije i upotrebe.

## Modelovanje tehnološke promene
Kada se govori o „modelovanju tehnološke promene” često se spominje proces inovacije. Ovaj proces kontinuiranog poboljšavanja često je modelovan krivom koja odslikava padajuće troškove tokom vremena (na primer, gorivne ćelije koje postaju jeftinije svake godine).
- Tehnološke primene se često modeluju upotrebom krive učenja, npr. Ct=C0 * Xt^-b[5]
- Tehnološke primene su često i same uključene u druge modele (na primer modele klimatskih promena), a često se uzimaju kao egzogeni faktor. Ovih dana se one uključuju i kao endogeni faktor. To znači da se uzimaju u obzir kao nešto na šta se može uticati. Generalno se prihvata kako politika može da utiče na brzinu i smer TP-a (na primer prema čistim tehnologijama). To se naziva indukovanom tehnološkom promenom.

Postoje stanovišta prema kojima politika može da utiče na brzinu i smer tehnoloških promena. Na primer, proponenti hipoteze indukovanih tehnoloških promena navode da kreatori politike mogu da utiču na smer tehnološkog napretka putim uticaja na cene relativnih faktora, i to se može demonstrirati na primeru načina na koji klimatske politike utiču na korištenje energije iz fosilnih goriva, posebno kako ona postaju relativno skuplja. Do sada, empirijski dokazi o postojanju učinaka inovacija izazvanih politikom još uvek nedostaju i to se može pripisati različitim razlozima izvan retkih modela (npr. dugoročna politička nesigurnost i egzogeni pokretači (usmerenih) inovacija). Srodan koncept je pojam usmerene tehničke promene s većim naglaskom na direkciono indukovane cene, pre nego na razmere učinka indukovanih politikom.

## Invencija
Stvaranje nečeg novog. Proboj tehnologije. Na primer invencija automobila 1894. godine.

## Inovacija
Kontinuirani proces poboljšavanja kako kvaliteta, tako i snižavanja cene. Od invencije automobila dogodile su se mnoge inovacije. Među njima je i usavršena produkcija i osoblje.

## Difuzija
Širenje tehnologije u društvu ili industriji. Difuzija tehnologije generalno sledi krivu u obliku slova S pošto je rana verzija tehnologije većinom neuspešna nakon čega sledi period uspešne inovacije s visokim nivoima usvajanja te konačno opadanje usvajanja kako tehnologija doseže svoj maksimalni potencijal na tržištu.

## Tehnološka promena kao društveni proces
Podupiranje ideje tehnološke promene kao društvenog procesa predstavlja opšti sporazum o važnosti društvenog konteksta i komunikacije. Prema tom modelu na tehnološku se promenu gleda kao na društveni proces koji uključuje proizvođače, usvojitelje i ostale (poput vlasti) koji su pod dubokim uticajem kulturnih odrednica, političkih institucija i marketinških strategija.

### Elementi difuzije
U procesu tehnološke promene ističu se četiri ključna elementa: (1) inovativna tehnologija (2) koja komunicira kroz određene kanale (3) s članovima društvenog sistema (4) koji je usvajaju tokom određenog vremenskog perioda. Ovi elementi proizlaze iz teorije difuzije inovacija Evereta M. Rodžersa, koji koristi komunikacijski pristup.

#### Inovacija
Rodžers predlaže postojanje pet glavnih atributa inovativnih tehnologija koji utiču na prihvatanje. To su relativna prednost, kompatibilnost, kompleksnost, isprobljivost i opservabilnost. Relativna prednost može biti ekonomska ili neekonomska, i prikazuje stupanj do kojeg se inovacija smatra superiornijom prethodnim inovacijama koje ispunjavaju iste potrebe. U pozitivnom je odnosu s prihvatanjem (tj. što je relativna prednost viša, viši je i stepen prihvaćenosti, i obratno). Kompatibilnost je stupanj do kojeg je inovacija konzistentna postojećim vrednostima, prošlim iskustvima, navikama i potrebama potencijalnog usvojitelja; nizak nivo kompatibilnosti usporava prihvatanje. Kompleksnost je stupanj do kojeg je inovaciju teško razumeti i upotrebiti; što je inovacija kompleksnija, to je njeno prihvatanje sporije. Isprobljivost je percipirani stupanj do kojeg se inovacija ispituje na ograničenoj osnovi, te je u pozitivnom odnosu s prihvaćanjem. Isprobljivost može ubrzati prihvatanje, jer ispitivanje u malom opsegu redukuje rizik. Opservabilnost je percipirani stupanj do kojeg su rezultati inovacije vidljivi ostalima i u pozitivnom je odnosu sa prihvaćanjem.

#### Komunikacijski kanali
Komunikacijski kanali su sredstva kojima izvor prenosi poruku primatelju. Informacija se može razmeniti kroz dva fundamentalno različita, ali komplementarna kanala komunikacije. Svesnost se obično stiče kroz masovne medije, dok redukcija nesigurnosti koja vodi prihvatanju uglavnom nastaje neposrednom komunikacijom s drugim osobama.

#### Društveni sistem
Društveni sistem osigurava sredstvo kojim se inovacije usvajaju i granice unutar kojih se inovacije usvajaju. Struktura društvenog sistema utiče na tehnološku promenu na nekoliko načina. Društvene norme, predvodnici mišljenja, agenti promene, vlast i posledice inovacija predstavljaju činioce koji utiču na tehnološku promenu. U to su uključeni i kulturne odrednice, priroda političkih institucija, zakoni, političke i administrativne strukture.

#### Vreme
Vreme utiče na proces prihvatanja na nekoliko načina. Dimenzija vremena povezana je sa inventivnošću pojedinca ili drugog usvojitelja što predstavlja relativno ranjenje ili kašnjenje u usvajanju inovacije.

### Faktori
Termin gotovo mitologizovan u tehnologiji odnosi se na to kako tehnologija započinje i stvara elitu od grupe koja je stvorila novu tehnologiju. Fokusirajući se na njezin proces dokazan je Makenzijev i Vajcmanov argument „socijalne determinacije tehnologije” koji govori o socijalnim faktorima koji ostvaruju i održavaju tehnološku promenu. Postoje četiri faktora koji motivišu tehnološku inovaciju: intelektualna agenda, ekonomska, politička i postojeća infrastruktura.

#### Elita
Elita je ona koja poseduje intelektualnu agendu i čini tehnološku promenu mogućom. Međutim ona ne može razdeliti svoje znanje. Znanje je neutralno budući da je „društveno vezano znanje”. Elite mogu stvarati novu tehnologiju, jer imaju mogućnost fizičkog pristupa i mogu to da priušte. Obe procedure podupiru privilegiju znanja unutar društvenog konteksta. Štaviše, za prevladavanje nove tehnologije u društvenom kontekstu, jednako su potrebne avangarde koje stiču znanje što ih čini sposobnima za manipulaciju novom tehnologijom. Kako je znanje, koje igra ulogu potisnika u tehnologiji, dodeljeno ograničenoj populaciji u periodu tehnološkog eksperimentiranja, ono dokazuje kako tehnologija nije neutralna.

#### Korporacija
Korporacije, koje su pokretane ekonomskom vrednošću, doprinose tehnologiji i jednako tako ona doprinosi njima. Za nastavak eksperimentiranja elite potrebna je financijska podrška, pa se u većini slučajeva radi o korporacijskom kapitalizovanju. Korporacija takođe želi da investira u tehnologiju, jer iz nje proizlazi potencijalno velika komercijalna korist. U tom slučaju implicira se kako socijalni faktori određuju tehnologiju, jer se tehnološki napredak ne može odvojiti od ekonomske podrške, a jednako tako sami stvaraju ekonomsku vrednost.

#### Vlast
U pružanju stabilnog okruženja za tehnološki napredak ključnu ulogu igra birokratija. Ona pokazuje svoju moć i donosi zakone kako bi osigurala da investiranje prikladno funkcionira, poput autorskog prava. Bez sigurnih društvenih okolnosti metodologiju elite mogli bi ukrasti drugi, što bi sprečilo prikladno funkcioniranje invencije u takvom haosu.

#### Globalizacija kao makrosocijalni kontekst
Globalizacijski trend ostvaren je tehnološkim napretkom koji ga jednako tako povratno motiviše. Drugim rečima, globalna društvena promena sve je više uzrok i učinak tehnološkog napretka. Trgovci koriste visoku tehnologiju poput elektronskog poslovanja za pokretanje prekomorskog poslovanja, pa ona ne samo da povećava njihova tržišta, već i omogućava da brže dovrše poslovnu trgovinu. S druge strane, korištenje visoke tehnologije ostvaruje globalnu društvenu promenu, a komunikacijski pristup čini prikladnijim. Postoji drugi način kako postojeća infrustracija implementira tehnološki napredak. Javni interes može stimulirati tehnološki razvoj. Na primer, feministi su osmislili pristup čiji je cilj bio da se dovede u pitanje društveni obrazac maskulitetne dominacije i pomoću kojeg su uspostavili svoje uloge kao rani komunikacijski usvojitelji. Pre feminističkog pokreta žene su nisu bile u mogućnosti da ravnopravno doprinose društvenom napretku.
Primer
Primer koji elaborira kako ova četiri faktora deluju u procesu tehnološkog napretka je Edisonova invencija sijalice. Edisonova električna energija i sistem rasvete postignut je zbog njegove inspiracije. Kroz intelektualnu agendu on je publikovao mitologiju koja je imala za cilj osnivanje korporacije bez koje istraživačke laboratorije ne bi mogle da nastave sa radom. Korporacija je otkupila njegovu ideju zbog njene potencijalne komercijalne dobiti. Kako je njegov izum sijalice pospešio napredak čoveka (ljudi su tada mogli da rade ne samo tokom dana, već i tokom noći), on je neizbežno prevladao i u inostranstvu te podstakao dalju globalnu društvenu promenu.

## Ekonomija
Tehnološka promena je termin koji se u ekonomiji koristi za opisivanje promene u skupu izvedivih mogućnosti proizvodnje.
Neutralna tehnološka promena označava ponašanje tehnološke promene na modelima. Tehnološka inovacija je neutralna u Hiksovom smislu ako odnos marginalnog produkta kapitala prema marginalnom produktu rada ostaje nepromenjen za dati odnos kapitala i rada. Tehnološka promena je neutralna u Harodovom smislu ako tehnologija povećava rad (tj. pomaže radu); a neutralna u smislu Soloua ako tehnologija povećava kapital (tj. pomaže kapitalu).
Sinonimni izraz difuzija inovacija koristi se često u poslovanju i marketingu.

## Literatura
- Hicks, John (1932). The Theory of Wages. Macmillan.
- Jones, Charles I. Introduction to Economic Growth. 1997. ISBN 978-0-393-97174-3.. W. W. Norton.
- Kuhn, Thomas Samuel The Structure of Scientific Revolutions (3rd изд.). 1996. ISBN 978-0-226-45808-3., University of Chicago Press.
- Mansfield, Edwin Microeconomic Theory and Applications (11th изд.). 2003. ISBN 978-0-393-97918-3., W. W. Norton.
- Rogers, Everett Diffusion of Innovations (5th изд.). 2003. ISBN 978-0-7432-2209-9., , Free Press.
- Green, L (2001). Technoculture, Allen and Unwin, Crows Nest, pp. 1–20.
- Danna, W. (2007). "They Had a Satellite and They Knew How to Use It", „They Had a Satellite and They Knew How to Use It”. American Journalism. 24 (2): 87—110. пролеће 2007. doi:10.1080/08821127.2007.10678067.. Online source: abstract and excerpt.
- Dickey, Colin (January 2015), „A fault in our design”. Архивирано из оригинала 12. 08. 2015. г. Приступљено 16. 02. 2019.. „Perhaps a brighter technological future lies less in the latest gadgets, and rather in learning to understand ourselves better, particularly our capacity to forget what we’ve already learned. The future of technology is nothing without a long view of the past, and a means to embody history’s mistakes and lessons.”. Aeon.
- Hanlon, Michael (December 2014), „The golden quarter.”. Архивирано из оригинала 05. 09. 2015. г. Приступљено 16. 02. 2019. „Some of our greatest cultural and technological achievements took place between 1945 and 1971. Why has progress stalled?”. Aeon.
- Burmeister, Edwin; Dobell, A. Rodney (1970). Mathematical Theories of Economic Growth. New York: Macmillan. стр. 67—77.
- Hicks, John Richard (1966). The Theory of Wages. St. Martins Press. ISBN 978-0-333-02764-6. Непознати параметар |orig-date= игнорисан (помоћ)
- Dupuy, Arnaud (2006). „Hicks Neutral Technical Change Revisited: CES Production Function and Information of General Order”. Topics in Macroeconomics. 6 (2): 1339. doi:10.2202/1534-5998.1339.
- Blackorby, Charles; Knox Lovell; C. A., Marie C. (decembar 1976). „Extended Hicks Neutral Technical Change”. The Economic Journal. Blackwell Publishing. 86 (344): 845—852. JSTOR 2231457. doi:10.2307/2231457.